# جیکوب نیسنر
جیکوب نیسنر (به انگلیسی: Jacob Neusner) (متولد ۲۸ ژوئیه ۱۹۳۲- مرگ ۸ اکتبر ۲۰۱۶) یهودشناس آمریکایی است. او بیش از ۹۵۰ کتاب را ویراستاری کرده یا نگاشته‌است.

## زندگی‌نامه
او در Connecticut هارتفورد به دنیا آمد. در مدرسه خداشناسی یهودی آمریکا در دانشگاه هاروارد آموزش دید (که به مقام خاخامی رسید) و سپس به دانشگاه آسفورد و ییل برای ادامه تحصیل رفت.
از ۱۹۹۴ تا به الان، او در کالج Bard تدریس می‌کند. او همچنین در دانشگاه کلمبیا، دانشگاه Wisconsin–Milwaukee، دانشگاه Brandeis، کالج دارتموث، دانشگاه براون و دانشگاه فلوریدای جنوبی تدریس کرده‌است. او در رِینبِک شهر نیویورک زندگی می‌کند.
نیسنر عضو سابق انجمن مطالعات پیشرفته در پرینستون بود و عضو فعال در Clare Hall دانشگاه کمبریج است. او تنها دانش‌آموخته‌ای است که به انجمن‌های ملی موهبتی بشردوستانه و هنرها خدمت می‌کند. او جوایز و افتخارات دانشگاهی کسب کرده‌است.

## آثار
لیست کامل آثار نیسنر، در ویکی‌پدیای انگلیسی آمده‌است، در اینجا منتخب آثارش در مورد یهودیان ایرانی را می‌آوریم:
- Neusner, J. , ‘Parthian Political Ideology’, Iranica Antiqua 3, (1963), pp. 40–59
- Israel and Iran in Talmudic Times. A Political History. Lanham, 1986: University Press of AmericaStudies in Judaism Series. Reprise of materials in A History of the Jews in Babylonia II-V, parts of chapter one of each volume. Jewish Book Club selection, 1988.
- Israel 's Politics in Sasanian Iran. Jewish Self-Government in Talmudic Times. Lanham, 1986: University Press of America Studies in Judaism Series. Reprise of materials in A History of the Jews in Babylonia II-V, parts of chapter two of each volume.
- Aphrahat and Judaism. The Christian Jewish Argument in Fourth Century Iran. Leiden, 1971: Brill. Reprint: Atlanta, 1999: Scholars Press for South Florida Studies in the History of Judaism
- Talmudic Judaism in Sasanian Babylonia. Essays and Studies. Leiden, 1976: Brill
- History of the Jews in Babylonia. The Parthian Period. 1965. Second printing, revised,1969. Third printing: Chico, 1984: Scholars Press for Brown Judaic Studies
- Jacob Neusner, A History of the Jews in Babylonia, 5 vols. , Leiden, 1965-70.
- Jacob Neusner,TALMUD, PERSIAN ELEMENTS INENCYCLOPÆDIA IRANICA

## دیدگاه‌های سیاسی
نیسنر خود را صهیونیست می‌خواند، اما همچنین گفته بود: «پرچم اسرائیل مال من نیست. میهن من آمریکا است». او از نظر فرهنگی محافظه‌کار بود و با فمینیسم و تبعیض مثبت مخالف بود.
نیسنر یکی از امضاکنندگان اعلامیه کرنوال محافظه‌کاران مسیحی در مورد مدیریت محیط‌ زیست بود. این اعلامیه نسبت به آنچه "نگرانی‌های بی‌اساس یا بی‌مورد" طرفداران محیط‌زیست می‌نامید، از جمله "ترس از گرمایش جهانی مخرب ساخته دست بشر، ازدیاد جمعیت، و از بین رفتن بی‌رویه گونه‌ها" ابراز نگرانی می‌کرد.

## نقد
گرچه تأثیرگذاری او بالاست، نیسنر مورد نقد پژوهشگران در زمینه مطالعاتش قرار گرفته‌است.
پذیرش اولیه نقد صورت توسط نیسنر در متون ربانی، هم در مطالعات آمریکای شمالی و هم اروپایی در مورد متون اولیه یهودی و مسیحی، بسیار تأثیرگذار بود. مطالعات دقیق‌تر بعدی او در مورد قوانین میشنایی فاقد رویکرد تاریخی پر از پانوشت بود که مشخصه کارهای اولیه اوست. در نتیجه، این آثار که بر شکل ادبی تمرکز دارند، تمایل دارند که منابع خارجی معاصر و پژوهش‌های مدرن مرتبط با این مسائل را نادیده بگیرند. تناقض در این بود که رویکرد او روش تحلیلی توسعه‌یافته توسط محققان مسیحی برای عهد جدید را پذیرفت، در حالی که هرگونه ارتباط بین مجموعه یهودی-مسیحی و آثار ربانی را انکار می‌کرد؛ آثار ربانی به عنوان متونی جدا افتاده از بستر تاریخی گسترده‌ترشان تلقی می‌شدند.
برخی منتقد روش‌شناسی او بودند و ادعا می‌کردند که بسیاری از استدلال‌هایش مصادره به مطلوب یا تلاش برای اثبات "فرضیات منفی" از طریق عدم وجود شواهد بود، در حالی که دیگران بر خوانش و تفسیر نیسنر از متون ربانی متمرکز شدند و دریافتند که روایت او تحمیلی و نادرست است.
دیدگاه نیسنر مبنی بر اینکه فریسیان دوره معبد دوم گروهی فرقه‌گرا بودند که بر «رفاقت سر سفره» و اعمال طهارت غذایی آیینی متمرکز بودند و به ارزش‌های اخلاقی گسترده‌تر یهودی یا مسائل اجتماعی علاقه‌ای نداشتند، مورد انتقاد ای. پی. سندرز، سولومون زایتلین و هیام ماکوبی قرار گرفته است.
برخی محققان، تسلط نیسنر بر عبری و آرامی ربانی را زیر سؤال بردند. مشهورترین و گزنده‌ترین انتقاد از سوی یکی از اساتید سابق نیسنر، شائول لیبرمن، درباره ترجمه نیسنر از تلمود اورشلیم مطرح شد.
لیبرمن در مقاله‌ای که پیش از مرگش منتشر و سپس پس از آن چاپ شد، نوشت:
«...آدم شروع می‌کند به شک کردن به اعتبار مترجم [نیسنر]. و حقیقتاً پس از یک مرور سرسری بر ترجمه، خواننده از ناآگاهی مترجم نسبت به عبری ربانی، دستور زبان آرامی، و مهم‌تر از همه موضوعی که با آن سروکار دارد، متحیر می‌شود».
لیبرمن در پایان نقد خود اظهار می‌دارد:
«با وجدان راحت نتیجه می‌گیرم: جای صحیح ترجمه انگلیسی [نیسنر] سطل زباله است».
در عین حال، او این نکته را نیز اضافه می‌کند:
«برای انصاف در حق مترجم باید اضافه کنم که مقالات مختلف او در مورد موضوعات یهودی شایسته تقدیر است. آنها سرشار از بینش‌های درخشان و پرسش‌های هوشمندانه هستند.»
لیبرمن انتقاد خود را بر "ناآگاهی نیسنر از زبان‌های اصلی" برجسته می‌کند، که لیبرمن ادعا می‌کند حتی خود نیسنر نیز در ابتدا از آن "آگاه بود"؛ چرا که پیشتر به ترجمه‌های معتبر انگلیسی از منابع ربانی، مثلاً انتشارات سونسینو، تکیه کرده بود، پیش از آنکه بعداً تصمیم بگیرد ترجمه‌های خودش را از متون ربانی ارائه دهد. دیدگاه‌های لیبرمن توسط مورتون اسمیت، یکی دیگر از اساتیدی که از انتقاد نیسنر به دیدگاه‌هایش مبنی بر اینکه عیسی یک جادوگر همجنس‌گرا بود، ناراحت بود، تأیید شد.
نیسنر معتقد بود که رویکرد لیبرمن منعکس‌کننده ذهنیت بسته‌ی آموزشی مبتنی بر یشیوا بود که با تکنیک‌های مدرن نقد متنی رسمی آشنایی نداشت، و او سرانجام با نگارش رساله‌ای به همان اندازه تند با عنوان: «چرا هرگز تلمود قیصریه‌ای وجود نداشت: اشتباهات شائول لیبرمن» (۱۹۹۴) به اتهامات لیبرمن پاسخ داد. در این کتاب او «اشتباهات آشکار روش‌شناسی، اشتباهات منطقی» را به لیبرمن نسبت داد و استدلال کرد که کار لیبرمن نشان‌دهنده ناتوانی سیستماتیک در انجام تحقیقات انتقادی است.